# Fullwell Cross
Fullwell Cross – jeden z obszarów dzielnicy Redbridge w północno-wschodnim Wielkim Londynie. Administracyjnie wchodzi w skład Barkingside.
Jego nazwa wzięła się od Fulwell Cross Roundabout, jednego z ważniejszych skrzyżowań w Redbridge. Prowadzą od niego ważne trasy (A121), Forest Road prowadząca do Zachodniego Essex (Chigwell, Epping, Harlow).
Fullwell Cross to ważny węzeł komunikacyjny. Znajduje się tam stacja metra Fairlop na linii Central. Oprócz tego, kursują tamtędy liczne autobusy, między innymi 167 do Debden i Ilford, 150 do Becontree Heath i Chigwell Row a także 247 do Romford i 275 do Walthamstow przez Woodford.
W Fullwell Cross zamieszkuje około stu Polaków, jednak głównymi mieszkańcami jest społeczność żydowska, Brytyjczycy i inne mniejszości z przewagą Hindusów.
Na obszarze Fullwell Cross znajdują się dwie bardzo dobre szkoły żydowskie. King Salomon High School znajduje się na liście 25 najlepszych szkół średnich w UK, a Clore Tikva Primary School również należy do czołówki w Anglii. Do tych dwóch szkół uczęszcza prawie 30% wszystkich mieszkańców Fullwell Cross i ponad 15% mieszkańców dzielnicy Redbridge w wieku szkolnym.
Jest również duża biblioteka, sporo terenów zielonych, ulica handlowa z supermarketem Somerfield, centrum sportowe z boiskami do piłki nożnej oraz kortami tenisowymi oraz duży pub słynnej sieci Wetherspoon.